# 李石 (宋朝)
李石（1108年—1181年），字知幾，號方舟，資州磐石（今四川資中）人。
紹興二十一年進士，调成都户曹参军，召为太学录。紹興二十九年，由趙逵推薦，任太學博士，不久罷為成都學官，累官知黎州、合州、眉州。淳熙二年（1175年），为成都府路转运判官。淳熙八年（1181年）卒於成都。有《方舟集》70卷，已散佚，清初由四库馆臣据《永乐大典》辑为24卷。